# Ensayo de gramática de catalán moderno
Ensayo de gramática de catalán moderno fou la primera gramàtica de la llengua catalana escrita per Pompeu Fabra en castellà, el 1891. Quan Fabra la va escriure (1884-1887) era molt jove i, tot i que encara no tenia cap formació lingüística específica, ja va demostrar la intuïció i la iniciativa científica que el van caracteritzar al llarg de la seva vida. Fou publicada per L'Avenç. Suposa la primera passa de Fabra en la tasca de la modernització del català.
Lluny de ser una gramàtica prescriptiva de la llengua escrita, com era usual a l'època, amb l'Ensayo va voler descriure la llengua viva, parlada a Barcelona, i per extensió la varietat del català central. Aquest serà un dels principis de l'obra fabriana: la llengua referencial ha de ser continuadora de la llengua parlada. Tot i la voluntat descriptiva, Fabra hi va esporgar els castellanismes usuals a l'època. La motivació del jove Fabra va sorgir de la insatisfacció que li va produir la lectura de la gramàtica de referència de finals del segle xix, la Gramática de la lengua catalana d'Antoni de Bofarull i Adolf Blanch.

## Estructura de l'obra
La primera part de l'Ensayo està orientada al català parlat i està formada pels nou capítols següents:
- La pronunciació (fonètica)
- La flexió de nombre
- L'article
- Els adjectius determinatius
- El pronom
- El verb
- L'adverbi
- Els pronoms en, hi
- Preposició i conjunció

La segona part de l'obra, més curta, està formada per dos capítols sobre qüestions de morfologia i d'ortografia problemàtiques del català escrit (o acadèmic). Fabra és ben conscient de la distància existent entre la llengua literària escrita del moment, plena d'arcaismes, i defensada pels autors de la tradició dels Jocs Florals, i la llengua oral. L'objectiu de modernització que guiarà la seva obra gramatical el durà a acostar la llengua escrita i la llengua parlada.

## Reedicions de l'obra
L'any 1993, l'editorial Alta Fulla va publicar l'Ensayo (1891) i la Contribució a la gramàtica de la llengua catalana (1898) en edició facsímil, i amb un estudi acurat de les dues obres de Sebastià Bonet, que també és el responsable de l'edició.
L'Ensayo també s'inclou en el volum I de les Obres completes de Pompeu Fabra, publicat l'any 2005, sota la direcció de Jordi Mir i Joan Solà.